# Guillermo Quintero Calderón
Guillermo Quintero Calderón (Puerto Nacional, 3 de febrero de 1832-Quintero, Chile, 14 de febrero de 1919), conocido como "El Héroe de la Humareda" fue un militar, escritor, hacendado y político colombiano miembro del Partido Conservador Colombiano.
Alcanzó el grado de general después de haber participado en varias de las guerras civiles sucedidas en la época, hasta que empezó a ocupar cargos políticos, como el de gobernador de Santander en 1888, representante a la cámara y senador.
Fue elegido designado presidencial para el período 1894-1896. En su calidad de comandante general del Ejército de Colombia, ejerció brevemente la presidencia en ausencia del titular Miguel Antonio Caro, a mediados de marzo de 1895, en lo que se conoció popularmente como "El Gobierno de los Cinco Días".
También ejerció otros cargos públicos, siendo ministro para el gobierno de José Manuel Marroquín, y gobernador de Santander a finales del siglo XIX.

## Biografía
Guillermo Quintero Calderón nació en Puerto Nacional (hoy Gamarra, Cesar), Provincia de Santa Marta, en la República de Nueva Granada, el 3 de febrero de 1832, en un hogar de padres acomodados oriundos de Ocaña, Norte de Santander. 
Pese al origen acomodado de su familia, Quintero nació en un lugar inhóspito e insalubre, de acuerdo a cronistas de la época, pese a ser paso comercial importante, ya que los padres de Guillermo estaba huyendo hacia Bogotá, y el parto se les adelantó estando de paso por allí.
Quintero realizó sus estudios básicos en el colegio Pinillos de Mompós, tras la precariedad de sus padres, pero luego fue enviado a Bogotá en 1854, donde se gradúa como abogado de la Universidad del Rosario.
Inició su carrera militar, sin estar formado como uno y gracias a la influencia de su padre, combatiendo la dictadura del presidente José María Melo bajo las órdenes el expresidente Tomás Cipriano de Mosquera. Durante su servicio, alcanzó el grado de General.
En el mismo período regresó a Ocaña donde ejerció varios cargos públicos como alcalde y juez de Convención y Cáchira, y jefe departamental de Ocaña. Hastiado de la corrupción judicial, Quintero se retira de la abogacía y adquiere una finca en la montaña llamada Cataluña, donde se hace un rico hacendado gracias al café y al azúcar.

### Guerra civil de 1885
Afiliado al Partido Conservador, Quintero fue llamado a las armas por el partido para que participara en la guerra civil de 1885, ya que los liberales se habían alzado en armas contra el presidente Rafael Núñez. El conflicto derivó de las reformas conocidas como La Regeneración.
Quintero llegó a El Banco, Estado Soberano de Magdalena donde creó un contingente en nombre del gobierno de Núñez, y resistió con ferocidad a la llegada de los radicales liberales, en lo que se conoció como la Batalla de la Humareda, donde los hombres de Quintero resultaron victoriosos, un 17 de junio.
Como consecuencias, el liberalismo fracasó en su intento de revolución y Quintero fue reconocido como un héroe de guerra. Gracias a la victoria de La Humareda, Núñez y Caro pudieron consolidar su proyecto de regeneración y redactaron la Constitución de 1886.
Por su parte Quintero fue reconocido como un héroe de guerra, se le apodó "El Héroe de La Humareda" y se le condecoró con la Medalla al Héroe, el 6 de junio de 1886. Por esos días, el presidente Núñez le nombró gobernador de Santander, estando en el cargo hasta su nombramiento como comandante general del Ejército Colombiano.

### Designatura presidencial (1896)

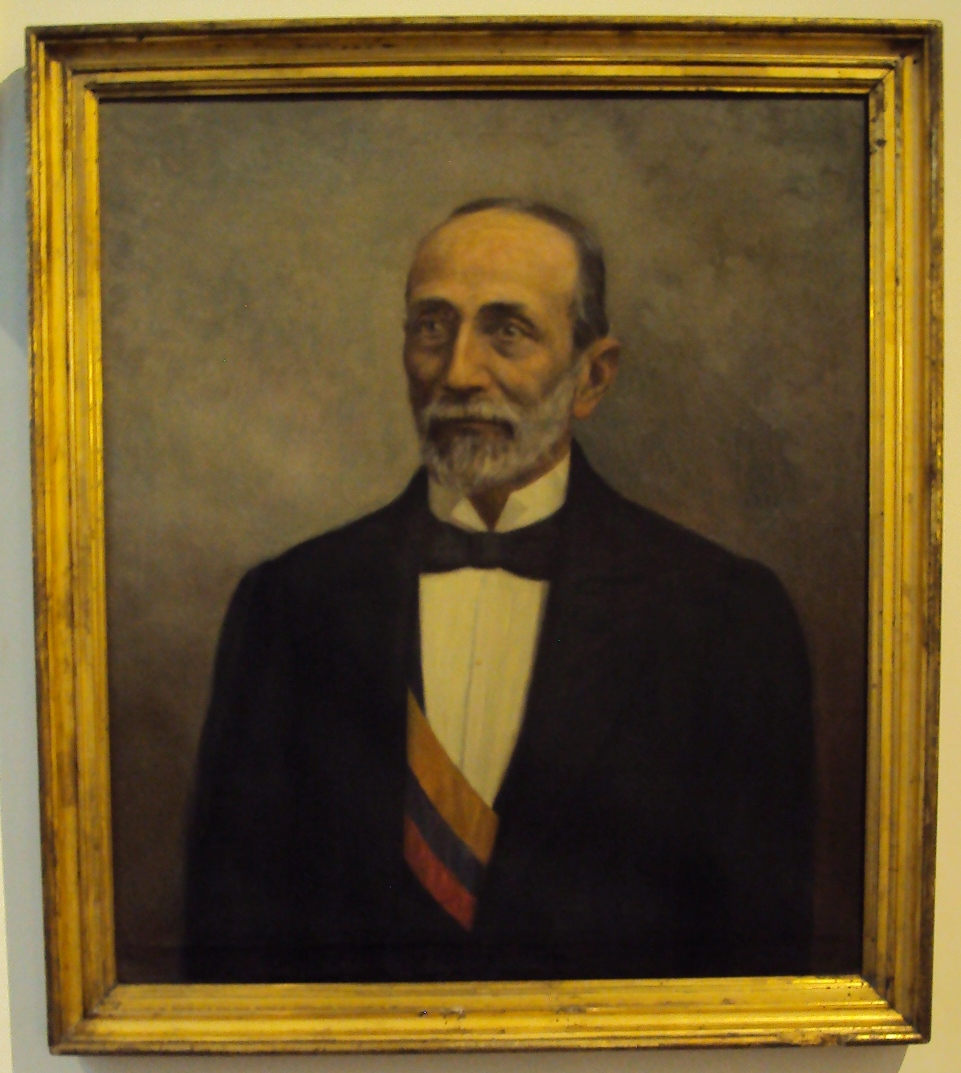
Retrato presidencial de Quintero Calderon en el Museo Nacional de Colombia, Bogotá.

En ejercicio del comando del Ejército Nacional, fue elegido designado presidencial el 1 de abril de 1894, posición desde la cual asumió la presidencia de la república por la licencia que le fue concedida al presidente Miguel Antonio Caro a partir del 12 de marzo de 1896. Se dice que la licencia de Caro respondía a sus intereses electorales de 1896, ya que con su retiro no se inhabilitaba para buscar su reelección.
De inmediato Quintero buscó una coalición entre los partidos tradicionales, para llevar al país a la paz y la estabilidad política, por lo que nombra ministros con orientación a ese propósito.

### Gabinete ministerial
- Ministro de Gobiernoː Abraham Moreno
- Ministro de Relaciones Exterioresː José María Uricoechea
- Ministerio de Guerraː Pedro Antonio Molina
- Ministro del Tesoroː Francisco Groot
- Ministro de Instrucción Públicaː José Manuel Marroquín

La inclusión de Moreno en el gabinete desató una reiterada protesta en el Partido Nacional, que con insistencia se quejó de esa situación con el ausente presidente Caro, ya que veían en Moreno una amenaza para el rígido conservatismo de Caro. Éste, fastidiado por las voces en contra de la decisión de Quintero, decidió reasumir el poder el 17 de marzo, cesando el mandato concedido a Quintero. Su corto período se conoció como El gobierno de los cinco días. 

### Pospresidencia
Terminado su período, siguió Quintero en la comandancia del Ejército, retirándose a una vivienda humilde en Bogotá. 
En 1898 se postuló su candidatura a la presidencia por el sector contrario al liberalismo, pero fue derrotado por el anciano Manuel Antonio Sanclemente, quien ganó las elecciones gracias a una coalición entre los liberales y los conservadores. Sin embargo, en plena Guerra de los Mil Días, Sanclemente fue derrocado en julio de 1900, aprovechando su vicepresidente José Manuel Marroquín su ausencia del Palacio de San Carlos. En la conspiración participó Quintero.
El nuevo gobernante nombró a Quintero en la cartera de gobierno, pero la designación del general Arístides Fernández en la cartera de guerra llevó a Quintero a dejar su cargo, dadas las incompatibilidades entre ambos. Quintero participó de la Asamblea que reformó a la Constitución en 1910 e hizo parte del Partido Republicano, lanzándose a la Junta de Cundinamarca en 1911.
Guillermo Quintero Calderón falleció en Quintero, Chile, en 1919, a los 87 años. A pesar de éste dato, algunos cronistas contradicen esta versión ya que afirman que Quintero murió solo en su casa de Bogotá.

## Familia
Guillermo era hijo del político Idelfonso Quintero Rizo, quien fue gobernador de la Provincia de Ocaña a mediados del siglo XIX; y de Ana Dolores Calderón. Ellos era oriundos de Ocaña, pero decidieron radicarse en Bogotá.

## Obras
- Historia, Sociología y Economía de la Antiquísima Provincia de Ocaña